# Rio Curuá (vattendrag i Brasilien, Pará, lat -1,92, long -55,13)
Rio Curuá är ett vattendrag i Brasilien.   Det ligger i delstaten Pará, i den centrala delen av landet, 1 700 km norr om huvudstaden Brasília.
Runt Rio Curuá är det mycket glesbefolkat, med 6 invånare per kvadratkilometer.